# Brandon McNulty
Brandon McNulty (Phoenix, 2 april 1998) is een Amerikaans wielrenner die anno 2024 rijdt voor UAE Team Emirates.

## Carrière
In 2015 nam McNulty als Amerikaans kampioen tijdrijden deel aan de juniorenwedstrijden op het wereldkampioenschap. In de tijdrit werd hij derde, achter winnaar Leo Appelt en McNulty's landgenoot Adrien Costa. Een jaar later won McNulty de gouden medaille door Mikkel Bjerg en Ian Garrison naar de dichtste ereplaatsen te verwijzen. Met zijn tijd zou McNulty derde zijn geworden bij de beloften, die hetzelfde parcours aflegden. Eerder dat jaar werd hij voor de tweede maal nationaal kampioen tijdrijden en werd hij achter Gage Hecht tweede in de wegwedstrijd.
Als eerstejaars belofte werd McNulty in juni 2017 nationaal kampioen tijdrijden. Na een derde plaats in het eindklassement van de Ronde van de Elzas, waarin hij samen met Ian Garrison de openingsploegentijdrit won, nam hij in september deel aan de tijdrit voor beloften op het wereldkampioenschap. Enkel Mikkel Bjerg – die een jaar eerder tweede werd in de door McNulty gewonnen tijdrit voor junioren – legde het 37 kilometer lange parcours in Bergen sneller af, waardoor McNulty genoegen moest nemen met de zilveren medaille. Doordat zijn ploeg in 2018 een stap hogerop deed, werd McNulty dat jaar prof.
Hij won in januari 2022 de Trofeo Calvià na een solo van 60 kilometer.
McNulty behaalde zijn grootste zege in de Ronde van Italië van 2023, hij won hier de 15e etappe.
In 2024 droeg McNulty drie dagen de leiderstrui in Parijs-Nice. In de slotrit gingen zowel Matteo Jorgenson als Remco Evenepoel hem nog voorbij in het klassement, waardoor niet McNulty maar Jorgenson de eerste Amerikaanse winnaar van de Koers naar de Zon werd. Later die maand won McNulty de Grote Prijs Miguel Indurain, na in een sprint-à-deux te winnen van Maxim Van Gils. In hetzelfde jaar won McNulty een etappe in de Ronde van Romandië, werd hij voor de tweede keer Amerikaans kampioen tijdrijden en won hij de eerste etappe, een tijdrit van twaalf kilometer, in de Ronde van Spanje.

## Overwinningen
2015
2e etappe deel A Vredeskoers, Junioren
Eind- en puntenklassement Vredeskoers, Junioren
2e etappe Driedaagse van Axel, Junioren
Jongerenklassement Driedaagse van Axel, Junioren
 Amerikaans kampioen tijdrijden, Junioren
1e en 3e etappe Ronde van Abitibi, Junioren
2016
2e etappe deel B Tour du Pays de Vaud, Junioren
2e etappe deel B Trofeo Karlsberg, Junioren
Eindklassement Trofeo Karlsberg, Junioren
Omloop van de Maasvallei, Junioren
 Amerikaans kampioen tijdrijden, Junioren
3e etappe Ronde van Abitibi, Junioren
Eindklassement Ronde van Abitibi, Junioren
 Wereldkampioen tijdrijden, Junioren
2017
 Amerikaans kampioen tijdrijden, Beloften
Proloog Ronde van de Elzas (ploegentijdrit)
2019
3e etappe Ronde van Sicilië
Eind- en jongerenklassement Ronde van Sicilië
2022
Trofeo Calvià
Faun-Ardèche Classic
5e etappe Parijs-Nice
2023
Jongerenklassement Ronde van  het Baskenland
15e etappe Ronde van Italië
 Amerikaans kampioen tijdrijden, Elite
2024
4e etappe Ronde van Valencia
Eindklassement Ronde van Valencia
2e etappe Ronde van de Verenigde Arabische Emiraten
3e etappe Parijs-Nice (ploegentijdrit)
Grote Prijs Miguel Indurain
3e etappe Ronde van Romandië
 Amerikaans kampioen tijdrijden, Elite
1e etappe (ITT) Ronde van Spanje
3e etappe CRO Race
Eindklassement CRO Race
2025
7e etappe Ronde van Polen
Eindklassement Ronde van Polen

## Resultaten in voornaamste wedstrijden
| Jaar | Ronde van Italië | Ronde van Frankrijk | Ronde van Spanje |
| ---- | ---------------- | ------------------- | ---------------- |
| 2019 |                  |                     |                  |
| 2020 | 15e              |                     |                  |
| 2021 |                  | 69e                 |                  |
| 2022 |                  | 20e                 | 70e              |
| 2023 | 29e (1)          |                     |                  |
| 2024 |                  |                     | 54e (1)          |
| 2025 | 9e               |                     |                  |

| Jaar | Amstel Gold Race | Luik-Bast.‑Luik | Ronde van Lombardije | Waalse Pijl | Clásica San Sebastián |  | WK op de weg |  | Wereldranglijsten |
| ---- | ---------------- | --------------- | -------------------- | ----------- | --------------------- |  | ------------ |  | ----------------- |
| 2019 |                  |                 |                      | opgave      |                       |  |              |  | 241e (UWR)        |
| 2020 |                  |                 | 62e                  |             |                       |  | opgave       |  | 139e (UWR)        |
| 2021 |                  | opgave          | 65e                  |             |                       |  | opgave       |  | 138e (UWR)        |
| 2022 |                  | opgave          |                      |             |                       |  |              |  | 62e (UWR)         |
| 2023 |                  |                 |                      |             |                       |  |              |  | 52e (UWR)         |
| 2024 | 52e              |                 |                      | opgave      | 10e                   |  | 17e          |  | 21e (UWR)         |
| 2025 | 11e              | 26e             |                      | 15e         |                       |  |              |  |                   |

#### Resultaten in kleinere rondes
| Jaar | UAE Tour | Parijs-Nice | Tirreno-Adriatico | Ronde van Catalonië | Ronde van het Baskenland | Ronde van Romandië | Critérium du Dauphiné | Renewi Tour | Ronde van Zwitserland | Ronde van Polen |
| ---- | -------- | ----------- | ----------------- | ------------------- | ------------------------ | ------------------ | --------------------- | ----------- | --------------------- | --------------- |
| 2019 |          |             |                   |                     |                          |                    |                       |             | opgave                |                 |
| 2020 |          |             |                   |                     |                          |                    |                       |             |                       | 53e             |
| 2021 |          | opgave      |                   | 13e                 | 17e                      |                    | 40e                   | 37e         |                       |                 |
| 2022 |          | 12e (1)     |                   |                     |                          | opgave             | 11e                   |             |                       |                 |
| 2023 | 14e      |             | 12e               |                     | 7e                       |                    |                       |             |                       | 6e              |
| 2024 | 57e (1)  | ↑           |                   |                     | 5e                       | opgave (1)         |                       |             |                       |                 |
| 2025 |          | opgave      |                   |                     | 52e                      |                    |                       |             |                       | ↑ (1)           |

## Ploegen
- 2017 –  Rally Cycling
- 2018 –  Rally Cycling
- 2019 –  Rally-UHC Cycling
- 2020 –  UAE Team Emirates
- 2021 –  UAE Team Emirates
- 2022 –  UAE Team Emirates
- 2023 –  UAE Team Emirates
- 2024 –  UAE Team Emirates
- 2025 –  UAE Team Emirates

Anderson · Anthony · Britton · Carpenter · Dal-Cin · de Vos · Ellsay · Huff · Huffman · Joyce · Magner · McNulty · Murphy · Oronte · Pate · Young
Ardila · Aru · Bjerg · Bohli · Bystrøm · Conti · Costa · Covi · De la Cruz · Dombrowski · Formolo · Gaviria · Henao · Kristoff · Laengen · Marcato · McNulty · Mirza · Molano · Muñoz · I. Oliveira · R. Oliveira · Philipsen · Pogačar · Polanc · Ravasi · Raboesjenka · Richeze · Troia · Ulissi
Ardila · Ayuso (vanaf 15 juni) · Bjerg · Bystrøm · Conti · Costa · Covi · De la Cruz · Dombrowski · Fisher-Black (vanaf 14 juli) · Formolo · Gaviria · Gibbons · Hirschi · Kristoff · Laengen · Majka · Marcato · McNulty · Mirza · Molano · Muñoz · I. Oliveira · R. Oliveira · Pogačar · Polanc · Raboesjenka · Richeze · Trentin · Troia · Ulissi· Groß (stagiair)
Ackermann · Almeida · Ardila · Ayuso · Bennett · Bjerg · Brunel (tot 2/6) · Costa · Covi · Fisher-Black · Formolo · Gaviria · Gibbons · Groß · Hirschi · Hodeg · Laengen · Majka · McNulty · Mirza · Molano · I. Oliveira · R. Oliveira · Pogačar · Polanc · Richeze · Soler · Suter · Trentin · Troia · Ulissi · Andersen (stagiair) · Kluckers (stagiair) · Knight (stagiair)
Ackermann · Almeida · Ayuso · Bax · Bennett · Bjerg · Christen (vanaf 1/8) · Covi · Fisher-Black · Formolo · Gibbons · Groß · Großschartner · Hirschi · Hodeg · Laengen · Majka · McNulty · Molano · Novak · I. Oliveira · R. Oliveira · Pogačar · Polanc (tot 15/5) ·  Soler · Trentin · Ulissi · Vine · Vink · Wellens · Yates · Glivar (stagiair)
Almeida · Arrieta · Ayuso · Baroncini · Bax · Bjerg · Christen · Covi · del Toro · Fisher-Black · Großschartner · Hirschi · Hodeg · Laengen · Majka · McNulty · Molano · Morgado · Novak · I. Oliveira · R. Oliveira · Pogačar · Politt · Sivakov · Soler · Ulissi · Vine · Vink · Wellens · Yates